# 1688 Wilkens
1688 Wilkens (1951 EQ1) là một tiểu hành tinh vành đai chính được phát hiện ngày 3 tháng 3 năm 1951 bởi M. Itzigsohn ở La Plata.